# Caroline Lind
Caroline Lind (Greensboro, 11 de octubre de 1982) es una deportista estadounidense que compitió en remo. Es doble campeona olímpica y seis veces campeona mundial.
Participó en dos Juegos Olímpicos de Verano, obteniendo dos medallas, oro en Pekín 2008 y oro en Londres 2012, ambas en la prueba de ocho con timonel.
Ganó seis medallas de oro en el Campeonato Mundial de Remo entre los años 2006 y 2014.

## Palmarés internacional
| Juegos Olímpicos   | Juegos Olímpicos         | Juegos Olímpicos | Juegos Olímpicos |
| Año                | Lugar                    | Medalla          | Prueba           |
| ------------------ | ------------------------ | ---------------- | ---------------- |
| 2008               | Pekín (China)            | Medalla de oro   | Ocho con timonel |
| 2012               | Londres (Reino Unido)    | Medalla de oro   | Ocho con timonel |
| Campeonato Mundial |                          |                  |                  |
| Año                | Lugar                    | Medalla          | Prueba           |
| 2006               | Eton (Reino Unido)       | Medalla de oro   | Ocho con timonel |
| 2007               | Múnich (Alemania)        | Medalla de oro   | Ocho con timonel |
| 2009               | Poznań (Polonia)         | Medalla de oro   | Ocho con timonel |
| 2011               | Bled (Eslovenia)         | Medalla de oro   | Ocho con timonel |
| 2013               | Chungju (Corea del Sur)  | Medalla de oro   | Ocho con timonel |
| 2014               | Ámsterdam (Países Bajos) | Medalla de oro   | Ocho con timonel |